# (416400) 2003 UZ117

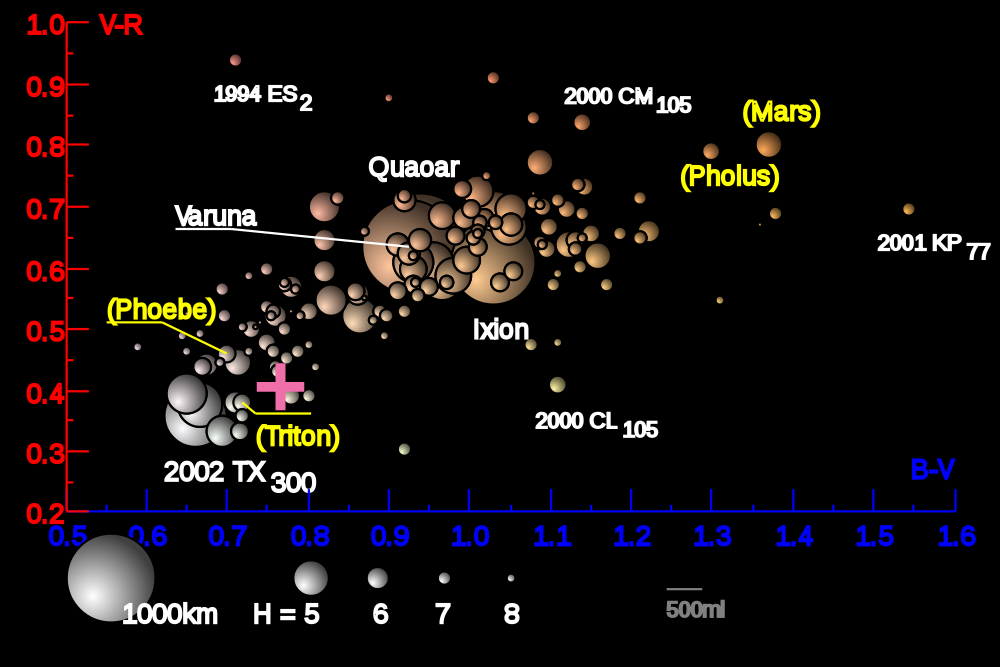
Знаком + на цьому кольоровому малюнку транснептунових об'єктів зазначено об'єкт 2005 RR43 (B-V = 0,77, V-R = 0,41). Усі інші члени сімейства Хаумеа (CB79: 0,73, 0,37) розташовані нижче і лівіше цієї точки.

(416400) 2003 UZ117 — транснептуновий об'єкт, к’юбівано, входить в сімейство Хаумеа.
Об'єкт, який отримав спочатку позначення 2003 UZ117, був виявлений 24 жовтня 2003 групою астрономів проекту Spacewatch (у складі: А. Е. Глісон, Дж. А. Ларсен, Р. C. Макміллан), які проводили спостереження в астрономічній обсерваторії Кітт-Пік, що знаходиться в пустелі Сонора (штат Аризона, США). Відкриття було представлено 2 листопада 2003 року.

## Походження
Згідно з даними незалежних досліджень по спостереженню загальних структур ІЧ поглинання в області водяного льоду і угруповання їх орбітальних елементів, вдалося виявити об'єкти поясу Койпера які є, судячи з усього, об'єктами, що утворилися від зіткнення карликової планети Хаумеа, унаслідок якого планета втратила значну частину крижаної мантії і прискорила своє обертання. Це вісім об'єктів поясу Койпера — (24835) 1995 SM55, (19308) 1996 ТО66, (86047) 1999 OY3, (55636) 2002 ТХ300, (120178) 2003 OP32, 2003 UZ117, 2005 CB79, (145453) 2005 RR43 — мають однакові орбіти з великої піввіссю 43 а. о., ексцентриситетом 0,14, нахилом 28 ° і середнім рухом 0,0034 град/добу. Усі вони, імовірно, складаються з водяного льоду.

## Статті
- Pinilla-Alonso N., Licandro J., Gil-Hutton R. et al. The water ice rich surface of (145453) 2005 RR₄₃: a case for a carbon-depleted population of TNOs? // Astron. Astrophys. — EDP Sciences, 2007. — Vol. 468, Iss. 1. — P. L25-L28. — ISSN 0004-6361; 0365-0138; 1432-0746 — doi:10.1051/0004-6361:20077294
- Schaller E. L., Brown M. E. Detection of Additional Members of the 2003 EL61 Collisional Family via Near-Infrared Spectroscopy // The Astrophysical Journal Letters — Vol. 684, Iss. 2. — P. L107. — ISSN 0004-637X; 1538-4357 — doi:10.1086/592232 — arXiv:0808.0185v1
Carry B., Snodgrass C., Lacerda P. et al. Characterisation of candidate members of (136108) Haumea's family: II. Follow-up observations // Astron. Astrophys. — EDP Sciences, 2012. — Vol. 544. — ISSN 0004-6361; 0365-0138; 1432-0746 — doi:10.1051/0004-6361/201219044 — arXiv:1207.6491
Demeo F. E., Fornasier S., Barucci M. A. et al. Visible and near-infrared colors of Transneptunian objects and Centaurs from the second ESO large program // Astron. Astrophys. — EDP Sciences, 2009. — Vol. 493, Iss. 1. — P. 283—290. — ISSN 0004-6361; 0365-0138; 1432-0746 — doi:10.1051/0004-6361:200810561
Jewitt D. C., Peixinho N., Hsieh H. H. U-band photometry of Kuiper belt objects // Astron. J. — IOP Publishing, 2007. — Vol. 134, Iss. 5. — P. 2046—2053. — ISSN 0004-6256; 1538-3881 — doi:10.1086/522787
Elliot J. L., Person M. J., Zuluaga C. A. et al. Size and albedo of Kuiper belt object 55636 from a stellar occultation // Nature — Nature Publishing Group, 2010. — Vol. 465, Iss. 7300. — P. 897—900. — ISSN 0028-0836; 1476-4687; 0090-0028; 0300-8746 — doi:10.1038/nature09109